# Aptoide
Aptoide ist ein App Store für mobile Anwendungen, der auf dem Android-Betriebssystem läuft. Bei Aptoide gibt es im Gegensatz zum Android-Standard Play Store keinen einheitlichen und zentralisierten Store, sondern jeder Nutzer verwaltet seinen eigenen Store. Das Softwarepaket wird von Aptoide S.A. veröffentlicht, einem 2011 gegründeten, gewinnorientierten Unternehmen mit Sitz in Lissabon, Portugal.

## Versionen
Es gibt mehrere Versionen der Aptoide-App: Aptoide für Smartphones und Tablets, Aptoide TV, eine Ausgabe für Smart-TVs, Aptoide VR und Aptoide Kids, entwickelt für Kindergeräte.

## Funktion
Die Android-Anwendung, die für den Zugriff auf die Stores verwendet wird, ist quelloffen, und es gibt mehrere Ableger wie F-Droid. Die Kommunikation zwischen dem Client und den Servern erfolgt über ein offenes, auf XML basierendes Protokoll.
Das Konzept ist an den APT-Paketmanager angelehnt, der mit mehreren Quellen (Repositories) arbeiten kann. Wenn der Benutzer ein Paket benötigt, kann er den Client verwenden, um nach Quellen zu suchen, in denen die Anwendung gespeichert ist.
Der Name Aptoide setzt sich aus den Worten "APT" (der Debian-Paketmanager) und "oide" (die letzte Silbe von "Android") zusammen.

## Geschichte
Aptoide begann als Vorschlag von Paulo Trezentos auf dem Caixa Mágica Summer Camp 2009. Der Vorschlag wurde angenommen und wurde später zu dem, was heute Aptoide ist. Diese erste Entwicklungsstufe wurde später im Rahmen der SAPO Summerbits weiterentwickelt.
Die Idee zu Aptoide kam aus verschiedenen Quellen. Einerseits aus der Forschung an Linux-Installationsprogrammen im Rahmen des europäischen Projekts Mancoosi, aus Paulo Trezentos Promotionsprojekt und aus dem A5-Telefonprojekt der Portugal Telecom, an dem das Team beteiligt war.
Am Ende des Jahres 2010 wurde es in der Bazaar Android Website gestartet. Bazaar Android bot den Benutzern die Möglichkeit, ihren eigenen Shop zu erstellen. Im August 2012 wurden die Marken Aptoide und Bazaar Android zusammengelegt, um eine bessere Kommunikation zu ermöglichen.
2011 wurde Aptoide S.A. in Lissabon, Portugal, als Spin-off von CM Software gegründet.
Im Jahr 2011 wurde F-Droid von Aptoide abgezweigt.
Im Jahr 2013 erhielt Aptoide eine Startfinanzierung in Höhe von 750.000 Euro von Portugal Ventures.
Im Jahr 2015 sicherte sich das Unternehmen eine Serie-A-Finanzierungsrunde in Höhe von 3,7 Millionen Euro (4 Millionen Dollar), angeführt von der deutschen Risikokapitalgesellschaft e.ventures mit Co-Investitionen von Gobi Partners (China) und Golden Gate Ventures (Singapur). Die Investition ermöglichte es Aptoide, sein Team zu vergrößern.
Im Jahr 2014 reichte Aptoide eine Kartellbeschwerde gegen Google in der Europäischen Union ein, in der behauptet wurde, dass Google die Installation von App-Stores von Drittanbietern verhindert, wesentliche Dienste mit Google Play verknüpft (und damit wiederum diese App-Stores von Drittanbietern blockiert) und den Zugang zu Aptoide-Websites in seinem Chrome-Webbrowser blockiert.
Im Mai 2015 kündigte Aptoide an, dass es seine Tätigkeit in Asien aufnehmen werde und ein Büro in Singapur eröffnen werde.
Im Jahr 2017 kündigte Aptoide an, dass es mit AppCoin zusammenarbeiten würde und mit den AppCoins in das Geschäft mit digitalen Währungen einsteigen würde.

## Nutzerzahlen
| Aptoide-Version | Datum              | Verschiedene jährliche Benutzer | Shops   | Verschiedene Anwendungen | Kumulative Downloads |
| --------------- | ------------------ | ------------------------------- | ------- | ------------------------ | -------------------- |
| 9.13            | 1. Mai 2020        | 250.000.000                     |         | 1.000.0000               |                      |
| 9.0.0           | 5. Juni 2018       | 150.000.000                     |         | 1.000.000                | 7.000.000.000        |
| 8.3             | 30. Mai 2017       | 142.000.000                     | 250.000 | 900.000                  | 3.600.000.000        |
| 8.0.0           | 3. Oktober 2016    |                                 | 200.000 | 660.000                  | 2.700.000.000        |
| 6.5.2           | Juli 2015          | 100.000.000                     | 140.000 | 330.000                  | 1.580.000.000        |
| 6.3.0           | April 2015         |                                 | 136.000 | 311.000                  | 1.424.000.000        |
| 6.2.3           |                    |                                 | 126.000 | 275.000                  | 1.276.000.000        |
| 5.0.0           | 20. März 2014      |                                 |         |                          |                      |
| 4.1.3           | 22. Juli 2013      | 1.300.000                       | 350.000 | 120.000                  | 380.000.000          |
| 4.0.0           | 4. Dezember 2012   | 500.000                         | 170.000 | 50.000                   | 150.000.000          |
| 2.7.1           | 2. August 2012     | 200.000                         | 88.000  | 65.000                   | 60.000.000           |
| 2.7             | 19. Juni 2012      | 107.000                         | 62.000  | 43.000                   | 44.000.000           |
| 2.6.2           | April 2012         | 82.000                          | 51.000  | 34.000                   | 32.000.000           |
| 2.6.1           | 2. März 2012       | 57.000                          | 36.000  | 19.000                   | 22.900.000           |
| 2.6             | 20. Januar 2012    | 42.000                          | 27.100  | 16.000                   | 17.400.000           |
| 2.5.4           | 22. Dezember 2011  | 34.000                          | 22.200  | 13.400                   | 14.000.000           |
| 2.5.3           | 2. November 2011   | 21.000                          | 13.300  | 9.400                    | 9.100.000            |
| 2.5.2           | 22. September 2011 | 14.800                          | 10.300  | 7.700                    | 6.800.000            |
| 2.5.1           | 22. Juni 2011      | 6.800                           | 3.500   | 4.000                    | 2.100.000            |
| 2.5             | 3. Juni 2011       | 5.300                           | 1.200   | 3.100                    | 2.000.000            |
| 2.4.1           | Mai 2011           | 3.700                           | 1.600   | 2.000                    | 1.500.000            |